# Vrelo (gmina Babušnica)
Vrelo (cyr. Врело) – wieś w Serbii, w okręgu pirockim, w gminie Babušnica. W 2011 roku liczyła 78 mieszkańców.